# دفنية إسفينية
دفنية إسفينية (الاسم العلمي:Daphnopsis cuneata) هي نوع من النباتات تتبع جنس الدفنية من الفصيلة المثنانية.